# Нармонское сельское поселение (Лаишевский район)
Нармонское се́льское поселе́ние — муниципальное образование в Лаишевском районе Татарстана Российской Федерации.
Административный центр — село Нармонка.

## История
Статус и границы сельского поселения установлены Законом Республики Татарстан от 31 января 2005 года № 28-ЗРТ «Об установлении границ территорий и статусе муниципального образования "Лаишевский муниципальный район" и муниципальных образований в его составе».

## Население
| 2010  | 2011  | 2012  | 2013  | 2014  | 2015  | 2016  |
| ----- | ----- | ----- | ----- | ----- | ----- | ----- |
| 2291  | ↗2295 | ↘2282 | ↘2264 | ↗2282 | ↗2331 | ↗2365 |
| 2017  | 2018  |       |       |       |       |       |
| ↗2400 | ↗2412 |       |       |       |       |       |

Местная футбольная команда Чемпионы России 2018 г.

## Состав сельского поселения
| № | Населённый пункт | Тип населённого пункта       | Население |
| - | ---------------- | ---------------------------- | --------- |
| 1 | Астраханка       | деревня                      | 62        |
| 2 | Карадули         | село                         | 145       |
| 3 | Караишево        | село                         | 127       |
| 4 | Нармонка         | село, административный центр | 1846      |
| 5 | Татарский Кабан  | деревня                      | 79        |
| 6 | Тетеево          | село                         | 136       |